# دنیس نورنکوف
دنیس نورنکوف (اوکراینی: Денис Олегович Норенков؛ زادهٔ ۲۵ ژوئیهٔ ۱۹۹۶) بازیکن فوتبال اهل اوکراین است.
از باشگاه‌هایی که در آن بازی کرده‌است می‌توان به باشگاه فوتبال چورنومورتس اودسا اشاره کرد.
وی همچنین در تیم ملی فوتبال Ukraine-16 بازی کرده‌است.